# غجر
غجر (به عربی: غجر ) یک منطقهٔ مسکونی در لبنان است.

## خصوصیات
غجر ۲٬۳۰۱ نفر جمعیت دارد و ۳۱۰ متر بالاتر از سطح دریا واقع شده‌است.